# Distrikt Pilpichaca
Der Distrikt Pilpichaca liegt in der Provinz Huaytará in der Region Huancavelica in Südzentral-Peru. Der Distrikt entstand in den Gründungsjahren der Republik Peru. Er besitzt eine Fläche von 2180 km². Beim Zensus 2017 wurden 2975 Einwohner gezählt. Im Jahr 1993 lag die Einwohnerzahl bei 3244, im Jahr 2007 bei 3743. Sitz der Distriktverwaltung ist die 4092 m hoch gelegene Ortschaft Pilpichaca mit 777 Einwohnern (Stand 2017). Pilpichaca liegt 50 km ostnordöstlich der Provinzhauptstadt Huaytará.

## Geographische Lage
Der Distrikt Pilpichaca liegt im Westen des Andenhochlands und erstreckt sich über den Nordosten der Provinz Huaytará. Der äußerste Nordosten liegt im Einzugsgebiet des Río Cachi. An der nördlichen Distriktgrenze befindet sich der abflussregulierte See Laguna Choclococha. Von diesem fließt der Río Pampas in südöstliche Richtung und entwässert einen Großteil des Distrikts. Westlich der Laguna Choclococha liegt der See Laguna Orcococha, östlich erhebt sich der 5291 m hohe Cerro Palomo. Der Westen gehört zum Einzugsgebiet des Río Pisco.
Der Distrikt Pilpichaca grenzt im äußersten Süden an den Distrikt Querco, im Westen an die Distrikte Santiago de Chocorvos, Santo Domingo de Capillas, Tambo und San Antonio de Cusicancha, im Nordwesten an die Distrikte Castrovirreyna und Santa Ana (beide in der Provinz Castrovirreyna), im zentralen Norden an den Distrikt Huachocolpa (Provinz Huancavelica), im Nordosten an die Distrikte Lircay (Provinz Angaraes) und Distrikt Vinchos (Provinz Huamanga), im Osten an die Distrikte Paras (Provinz Cangallo), Vilcanchos (Provinz Víctor Fajardo) sowie im äußersten Südosten an die Distrikte Santiago de Lucanamarca und Sancos (beide in der Provinz Huanca Sancos).